# Стенковой, Владимир Яковлевич
Влади́мир Я́ковлевич Стенково́й (1928, Калачёвский район — неизвестно) — советский работник сельского хозяйства, звеньевой совхоза «Волго-Дон», лауреат Государственной премии.

## Биография
Родился в 1928 году в хуторе Рокотино Калачевского района, ныне Волгоградской области.
Его родители: отец — Яков Никитович, всю свою жизнь был связан с землей (погиб на фронте Великой Отечественной войны); мать — Федора Никифоровна, до преклонных лет трудилась дояркой и только перед пенсией ушла в полеводческую бригаду.
После освобождения от немцев в 1943 году разрушенный хутор Рокотино необходимо было поднимать, фронт требовал хлеба. Владимира вместе с другими колхозниками послали в Палласовский район, где находился эвакуированный скот. С наступлением времени сева он вместе со своими сверстниками стал пахать на коровах.
В 1943 году в хуторе была организована МТС, и Стенкового в числе других сверстников отправили на курсы в Карповку. Учеба длилась недолго. Уже весной 1944 года Владимир самостоятельно пахал и сеял на тракторе «СТЗ».
Отслужив в армии и вернувшись в родную МТС, Владимир Стенковой стал бороться за получение 100-пудового урожая. В 1957 году его направили в Камышин на курсы повышения квалификации. Он сел за штурвал комбайна «СК-4» и добился выдающегося результата — звено, которым руководил Стенковой, в 1974 году скосило на свал 1063 гектара и подобрало валки на площади 770 гектаров. Общий намолот составил 20678 центнеров.
Затем, изучив опыт звена Бочкарева из совхоза «Московский» Ростовской области, которое за 23 часа работы четырьмя комбайнами «Колос» при подборе валков намолотили 8 тысяч центнеров зерна, Стенковой вместе со своими механизаторами решили применить их опыт на пахоте зяби. Результатом стала рекордная выработка: 103,6 гектара при норме 46. Достичь высокой производительности помогли прочные и хорошие навыки в работе всех механизаторов, хорошая подготовка и разбивка поля, техническое обслуживание, умелая организация питания и заправки комбайнов прямо в поле.
Достижения механизаторов звена Стенкового стали достоянием всей страны. В 1974 году за совершенный трудовой подвиг Владимир Яковлевич Стенковой стал лауреатом Государственной премии.
Был членом КПСС и делегатом XXV съезда КПСС.

## Избранные труды
- Стенковой В. Я. Пашня зовет : [Рассказ звеньевого механизир. звена совхоза «Волго-Дон» Калачев. р-на] / [Лит. запись А. А. Томберга]. — М. : Россельхозиздат, 1975. — 67 с. — (Герои девятой пятилетки).
- Штепо В., Чебаков А., Стенковой В. Лозунг соревнования — эффективность и качество. — М. : Профиздат, 1976. — 47 с. — (Б-чка сельск. профсоюзного активиста ; 13)

## Награды
- Государственная премия СССР (1975) — за выдающиеся достижения в получении высоких и устойчивых урожаев зерновых культур на основе постоянного повышения плодородия земель, эффективного использования достижений науки, техники и новых форм организации труда.
- Ордена и медали СССР.